# Arcinges
Arcinges é uma comuna francesa na região administrativa de Auvérnia-Ródano-Alpes, no departamento de Loire. Estende-se por uma área de 3,44 km². Em 2010 a comuna tinha 219 habitantes (densidade: 63,7 hab./km²).